# Ярослав Єжек
Ярослав Єжек (чеськ. Jaroslav Ježek нар. 25 вересня 1906, Жижков (нині Прага), Австро-Угорщина — пом. 1 січня 1942, Нью-Йорк, США) — чеський композитор, драматург і піаніст.

## Життєпис та творчість
Ярослав Єжек народився 1906 року в Жижкові в родині кравця. У ранньому віці він страждав сліпотою і практично нічого не бачив. Згодом він навчався у Празькій консерваторії, будучи учнем Карела Болеслава Їрака (1924—1927), Йозефа Сука (1927—1930), і — короткочасно — Алоїса Хаби (1927—1928).
Незабаром Єжек познайомився з драматургами і коміками Яном Веріхом та Їржі Восковцем — лідерами театру «Osvobozené divadlo» в Празі — і зайняв посаду головного композитора і диригента театру. Протягом наступного десятиліття — з 1928 по 1939 рік — він створював музичний супровід, складав пісні, танці, і балети для комічних і сатиричних п'єс Восковца і Веріха. Його танго «Мерседес» (Tango Mercedes), яке він нібито написав у 1930 році під час літнього перебування в Пісеку стало світовим хітом.
У 1934 році Єжек став членом чеської групи сюрреалістів «Деветисил». Він активно співпрацював з багатьма художниками-авангардистами, такими, як Вітезслав Незвал та Еміль Франтішек Буріан.
Після початку німецької окупації Чехословаччини Єжек, Восковец та Веріх були змушені покинути Чехословаччину, відправившись до Нью-Йорка. За кордоном Єжек давав уроки гри на фортепіано і працював хормейстером, продовжуючи при цьому співпрацювати з Восковцем та Веріхом. У США він ненадовго залишився в Пенсильванії, а потім переїхав до Нью-Йорка, де працював хормейстером хору.
1 січня 1942 року, через два дні після свого весілля, він помер від хронічної хвороби нирок у Нью-Йорку. Після війни урну було перевезено до Праги, а 5 січня 1947 р. її помістили у родинну могилу на кладовищах Олшани.
Як композитор, писав у різних традиційних академічних жанрах. У той же час, Єжек вважається одним із засновників чеського джазу; найбільш відомі його п'єси «Bugatti Step» (1930), «Teď ještě ne» (1931) і «Rubbish Heap Blues» (1937).

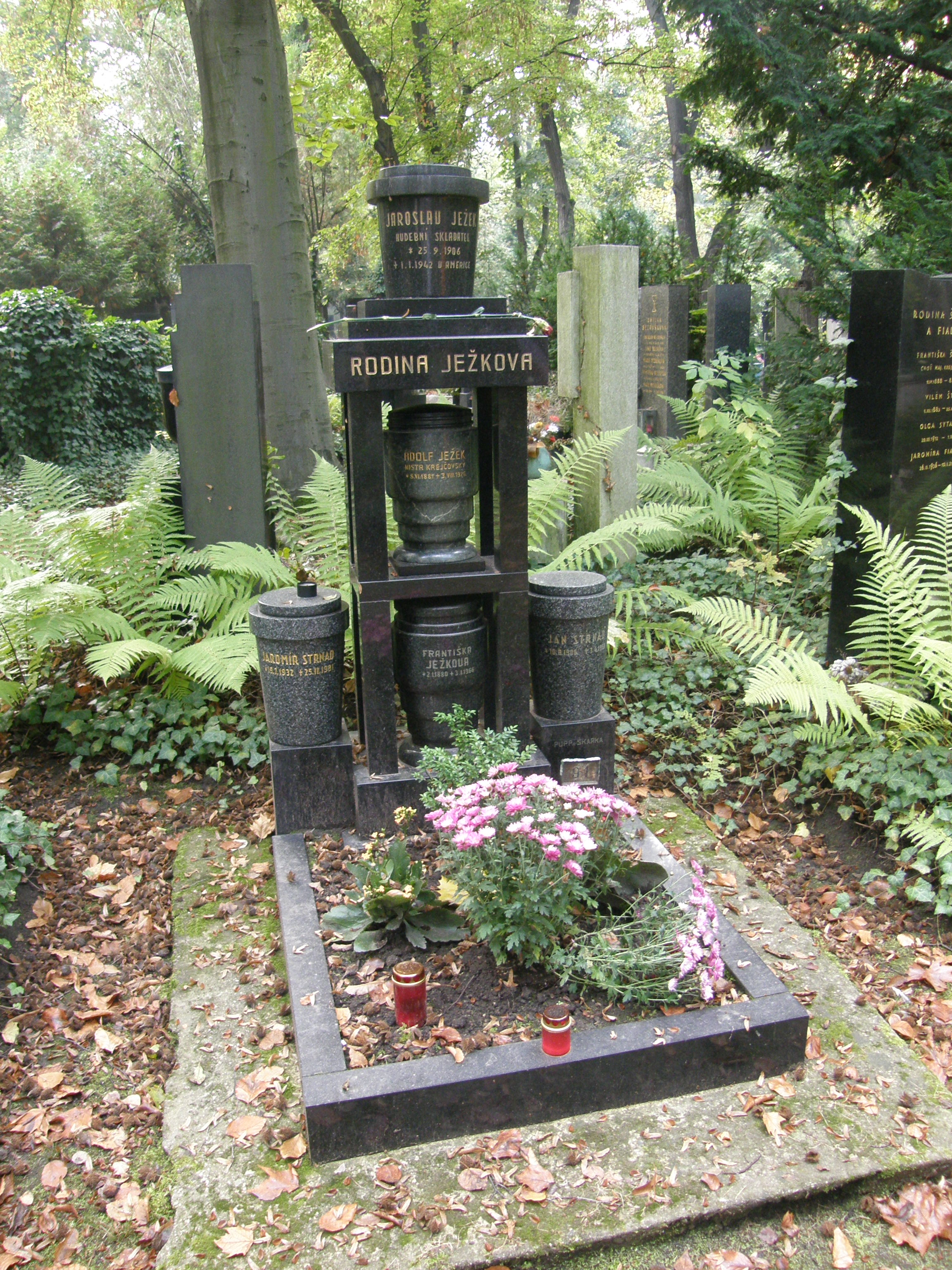
Могила Ярослава Єжека в Празі

## Вибрані твори

### Оркестрові
- Концерт для фортепіано з оркестром (1927)
- Фантазія для фортепіано з оркестром (1930)
- Концерт для скрипки з оркестром (1930)
- Симфонічна поема (1936)

### Камерні
- Серенада для духового квартету (1929)
- Духовий квінтет (1931)
- Струнний квартет № 1. (1932)
- Соната для скрипки і фортепіано (1933)
- Дует для двох скрипок (1934)
- Струнний квартет № 2. (1941)

### Фортепіанні
- Сюїта для четвертитонового фортепіано (1927)
- Сонатина (1928)
- Маленька сюїта (1928)
- Капричіо (1932)
- Етюд (1933)
- Багатель (1933)
- Рапсодія (1938)
- Токата (1939)
- Гранде Вальс Бріллант (1939)
- Соната (1941)

## Нагороди
18 червня 1946 року його обрали членом Чеської академії наук і мистецтв (посмертно).
У Празі консерваторія та Вища професійно-технічна школа з акцентом на джаз та популярну музику названі його іменем з 1990 року.